# Szécsénke
Szécsénke ist eine ungarische Gemeinde im Kreis Balassagyarmat im Komitat Nógrád.

## Geografische Lage
Szécsénke liegt ungefähr 20 Kilometer südlich der Stadt Balassagyarmat, an dem kleinen Fluss Szécsénkei-patak. Nachbargemeinden sind Nógrádkövesd, Kétbodony und Romhány.

## Gemeindepartnerschaften
- Chinușu, Rumänien
- Sečianky, Slowakei

## Sehenswürdigkeiten
- Römisch-katholische Kirche Szent Márton, erbaut im 1895 im barocken Stil
- Steinkreuz (Kőkereszt)
- Weltkriegsdenkmal (I. világháborús emlék)

## Verkehr
Durch Szécsénke verläuft die Landstraße Nr. 2116. Der nächstgelegene Bahnhof befindet sich fünf Kilometer südöstlich in Nógrádkövesd.